# 里弗代爾 (密西西比州)
里弗代爾（英語：Riverdale）是位於美國密西西比州格拉納達縣的非建制地區。

## 地理
里弗代爾所處的海拔為高於海平面61米（即200英呎），而該地所採用的時區為UTC-6，即北美中部時區（CST）。同時該地設有夏令時間，為UTC-6調快一小時，即UTC-5（CDT）。